# コンラート・ヘッセ
コンラート・ヘッセ（Konrad Hesse, 1919年1月29日 - 2005年3月15日）は、ドイツの法学者（憲法・教会法）。1975年から1987年にかけて、ドイツ連邦憲法裁判所の判事も務めた。

## 経歴
東プロイセンのケーニヒスベルクに生まれる。父は有名な経済学者であった。アビトゥーアの後、7年間の兵役を務める。1950年、ルドルフ・スメント（de:Rudolf Smend）のもと、平等原則に関する論文で、ゲッティンゲン大学より博士号を取得。1955年、論文「教会領域における国家の裁判所を通じた権利保護」により、ゲッティンゲン大学より教授資格を取得。1956年、フライブルク大学の正教授に着任し、公法を担当する。
1971年 - 1973年、ドイツ国法学者大会の議長を務める。1975年、ドイツ連邦憲法裁判所の判事に就任、1987年に退職するまで務めた。
1983年にはチューリヒ大学から、1989年にはヴュルツブルク大学からそれぞれ名誉博士号を授与されている。また、2003年以降はバイエルン学士院 (Bayerische Akademie der Wissenschaften) の会員であった。
2005年、長い闘病生活の後、バーデン＝ヴュルテンベルク州メルツハウゼンで死去。

## 学説・人物
スメントの憲法思想を継承・発展させた学者であり、日本においては、その主著『ドイツ憲法の基本的特質』が、ドイツ憲法学を理解するための基礎文献として参照されることが多い。
ヘッセは、《国家》と《社会》の厳密な峻別を拒み、両者の包括的概念として、《公共体》(Gemeinwesen) の概念を用いる。その上で、憲法を「公共体の法的基本秩序」と位置づけ、それによって政治的統一が形成され、国家の課題遂行の際の指導原理が規定されるものと定義する。憲法に対するこのような捉え方は、カール・シュミットに典型的な市民的法治国理解を採用する論者（エルンスト・ヴォルフガング・ベッケンフェルデ、ベルンハルト・シュリンクら）によって批判されることとなる。
制度的基本権の理論で著名なペーター・ヘーベルレはヘッセの弟子にあたる。

## 主著
- Grundzüge des Verfassungsrechts der Bundesrepublik Deutschland（初版1967年、第20版1999年）

日本語訳には、阿部照哉ほか訳『西ドイツ憲法綱要』（日本評論社、1983年）と、初宿正典ほか訳『ドイツ憲法の基本的特質』（成文堂、2006年）がある。前者は第8版テキストの翻訳であり、後者は第20版テキストの翻訳である。